# Памятник на месте отдыха Петра I (Полтава)
Памятник на месте отдыха Петра I — памятник монументального искусства середины XIX века в центре Полтавы (Украина).
Памятник установлен на месте дома казака Магденко, в котором останавливался на отдых император Пётр I на второй день после Полтавской битвы 1709 г. Одна из главных достопримечательностей центра Полтавы.

## История
Первый памятник на месте отдыха императора Петра I был сооружен в 1817 г. и представлял собой кирпичный обелиск по проекту арх. П. Тарасова.
Сохранившийся памятник сооружен в 1849 г., в честь 140-летней годовщины Полтавской битвы.
Автор памятника — известный русский архитектор и художник Александр Павлович Брюллов (1798—1877), брат Карла Брюллова.
Все скульптурные части памятника изготовлены в Санкт-Петербурге в мастерской И. Гамбургера методом гальванопластики.

## Современный вид
Памятник представляет собой прямоугольный трехъярусный чугунный обелиск, установленный на гранитном стилобате, который имеет три уступа. Пьедестал выполнен из металлических листов и увенчан военными символами — символизирующие отдых императора Петра I шлем древнерусских князей, увенчанный лавровым венком, меч, положенный на щите. В центре фасадной части обелиска размещено горельефное изображение двуглавого орла — герба Российской империи. На нижней части пьедестала помещено горельефное изображение спящего льва. Памятник окружен низким металлическим ограждением со столбиками в виде пушек, закопанных стволами в землю и соединенных между собой металлическими перилами на металлических кронштейнах с растительным орнаментом. Общая высота памятника — около 7,2 метров.
В верхней части основного объёма размещена прямоугольная горизонтальная рама, в которой в окружении двух фасций помещена надпись: «Петръ I покоился здесь после подвиговъ своихъ 27 Июня 1709 года».
На тыльной стороне — доска с надписью: «Воздвигнут 27 Июня 1849 года. В царствование императора Николая I-го».
3 мая 2025 года памятник был демонтирован.